# Divlji konji na Bilima
Divlji konji na Bilima su konji koji žive na visoravni Bilima, 20-30 minuta vožnje iz Širokoga Brijega i Mostara. Kreću se u podnožju planine Čabulje između Širokoga Brijega i Mostara. Krdo ima više od stotinu konja u šest krda, do 150 konja.
Žive pod otvorenim nebom izloženi divljem utjecaju prirode. Ljeti im je problem nedostatak vode (i hrane), a zimi hrana. U zadnje vrijeme su problem i vukovi koji su se namnožili te ih na ovom istom području ima 25 jedinki (najviše napadaju ždrijebad). Za pomoći divljim konjima angažirala se je skupina zaljubljenika. Za prehranu su napravili hranilicu kod Misišta. Novac su pribavili od sredstava prodaje kalendara s motivima konja s Bila koje je fotografirao Ivan Kelava dok su pojila napravljena u suradnji s lovačkim društvom te o svom trošku i uz pomoć drugih ljudi. Volonterska skupina, koju nitko ne financira osim njih samih, konjima zimi za prehranu nose kruh jer je cijen, premda nije nije najbolja hrana za konje; najbolje bi bilo dati im kukuruz i zob. Danas divlji konji s Bila privlače izletnike i zabljubljenike u prirodu i životinje.
Ovo nisu izvorni divlji konji, nego su slično kao i kod livanjskih, ovo potomci domaćih radnih konja koji su služili u poljodjelstvu. Nakon što ih je u toj ulozi potisla mehanizacija prije pedeset godina, ostavljeni su življeti divlje, jer više nije bilo potrebe za njima.

## Vanjske poveznice
- Konji na Bilima, Facebook

- Desk: Najveća opasnost za konje na Bilima su vukovi koji nerijetko pojedu svu ždrebad, Poskok.info, 11. veljače 2018.